# Alice Milagres
Alice Mondaça Milagres da Silva Araújo (Conselheiro Lafaiete, 5 de julho de 1995), mais conhecida como Alice Milagres, é uma atriz brasileira. É filha da atriz Gorete Milagres.

## Biografia
Ela é filha da atriz Gorete Milagres, que é famosa pelo seu bordão de "Ôh coitado".
Ela já foi bailarina e até chegou a cursar a faculdade de arquitetura, antes de escolher se dedicar a atuação.
Em 2001, ela fez uma rápida participação especial no programa A Praça É Nossa, do SBT.

## Carreira de atriz
Em 2018, faz a sua estreia na televisão como atriz, onde participa do elenco principal de Malhação: Vidas Brasileiras da Rede Globo, onde interpreta a protagonista jovem principal Maria Alice da Paz, mocinha humilde da cidade de Barretos, que se muda para a cidade do Rio de Janeiro após um problema familiar. Na novela, ela faz par romântico com o ator Daniel Rangel.
Em 2019, fez uma participação especial na novela Filhos da Pátria da Rede Globo,

## Filmografia

### Televisão
| Ano         | Título                      | Personagem         | Notas                             | Ref.        |
| ----------- | --------------------------- | ------------------ | --------------------------------- | ----------- |
| 2001        | A Praça É Nossa             | Difilermina (Filé) | Participação especial             |             |
| 2016        | Haja Coração                | Samira             | Participação especial             |             |
| 2018 - 2019 | Malhação: Vidas Brasileiras | Maria Alice da Paz | Elenco principal                  | [ 2 ] [ 3 ] |
| 2019        | Filhos da Pátria            | Nara               | Participação especial             |             |
| 2023        | Os Outros                   | Mila (jovem)       | Participação especial (flashback) |             |